# إميل تشو
إميل تشو (بالصينية: 周华健) (و. 1960 – م) هو مغن مؤلف، وممثل، ومغني، وكاتب سيناريو، وكاتب غنائي، من جمهورية الصين الشعبية، ولد في هونغ كونغ.

## التعليم
تعلم في جامعة تايوان الوطنية.

## وصلات خارجية
- إميل تشو على موقع IMDb (الإنجليزية)
- إميل تشو على موقع ألو سيني (الفرنسية)
- إميل تشو على موقع ميوزك برينز (الإنجليزية)
- إميل تشو على موقع قاعدة بيانات الأفلام السويدية (السويدية)
- إميل تشو على موقع ديسكوغز (الإنجليزية)
- إميل تشو على موقع قاعدة بيانات الفيلم (الإنجليزية)
- إميل تشو على موقع كينوبويسك (الروسية)